# Oodera dakarensis
Oodera dakarensis är en stekelart som beskrevs av Jean Risbec 1957. Oodera dakarensis ingår i släktet Oodera och familjen puppglanssteklar.
Artens utbredningsområde är Senegal. Inga underarter finns listade i Catalogue of Life.